# فرانك بيلو
فرانك بيلو (بالإنجليزية: Frank Bello)‏ هو عازف باس وموسيقي أمريكي، ولد في 9 يوليو 1965 في ذا برونكس في الولايات المتحدة.

## وصلات خارجية
- الموقع الرسمي
- فرانك بيلو على موقع IMDb (الإنجليزية)
- فرانك بيلو على موقع ميوزك برينز (الإنجليزية)
- فرانك بيلو على موقع أول ميوزيك (الإنجليزية)
- فرانك بيلو على موقع ديسكوغز (الإنجليزية)
- فرانك بيلو على موقع قاعدة بيانات الفيلم (الإنجليزية)